# Mongolia Zewnętrzna

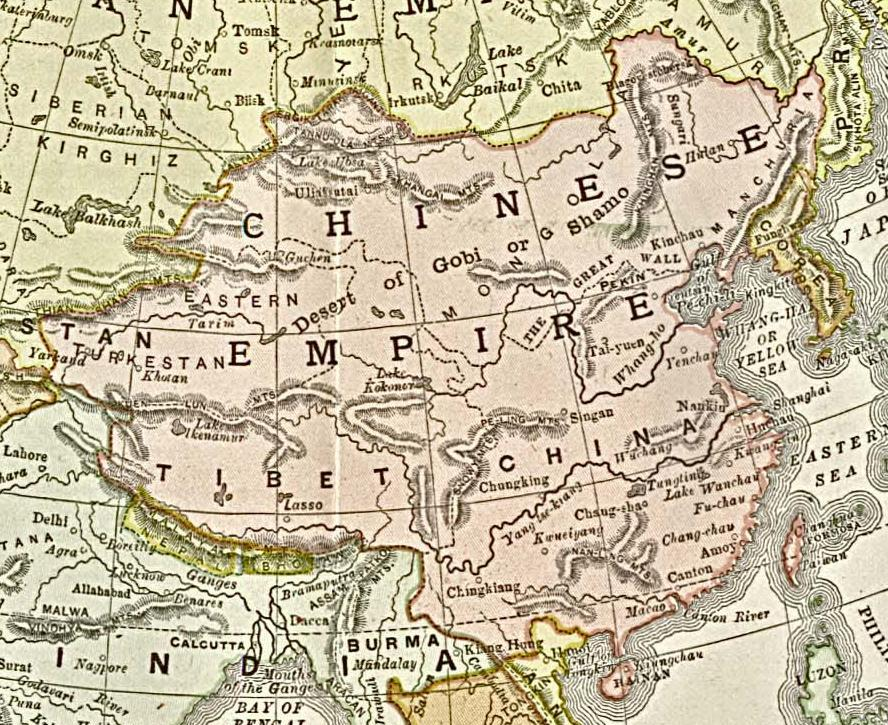
Imperium chińskie, mapa z 1892 roku

Mongolia Zewnętrzna (mong. Ar Mongol, mandż. Tulergi Monggo, chiń. 外蒙古; Wài Měnggǔ) – historyczna kraina geograficzna obejmująca dzisiejszą Mongolię i (do 1912 roku) Tuwę. Nazwa Mongolia Zewnętrzna pojawiła się w źródłach chińskich w połowie XVII wieku, jako określenie północnej części historycznej Mongolii, która w przeciwieństwie do Mongolii Wewnętrznej nie została bezpośrednio włączona do Chin.

## Walki w Mongolii
Na początku XVII wieku w Mongolii trwało rozdrobnienie polityczne. Ostatni nominalni wielcy chanowie sprawowali władzę jedynie nad południowym plemieniem Czaharów. Kontrolowane przez nich terytoria od początku wieku najeżdżali Mandżurowie. W 1636 Edżej-chan złożył hołd Mandżurom, a jego ziemie znalazły się bezpośrednio pod ich panowaniem. Po przejęciu przez Mandżurów władzy w Chinach w 1644 roku terytoria te zostały włączone bezpośrednio do Chin jako Mongolia Wewnętrzna.
W północnej Mongolii trwała w tym czasie rywalizacja pomiędzy wschodnimi plemionami Chałchasów i zachodnimi Ojratów. Na początku XVII wieku Ojraci stworzyli potężny chanat dżungarski, rozpoczynając ekspansję na terytoria Chałchasów. W 1688 Dżungarowie przeprowadzili wielką ofensywę, zajmując większość ziem należących do Chałchasów.

## Okres chiński
Pokonani książęta chałchascy zwrócili się o pomoc do Chin. W 1691 roku w Dolon-nur książęta chałchascy zawarli traktat z cesarzem chińskim, przyjmując jego zwierzchność w zamian za pomoc. Armia chińska zadała klęskę Dżungarom, zmuszając ich do wycofania się z zajętych 3 lata wcześniej ziem. Terytoria chałchaskie weszły w skład imperium chińskiego jako autonomiczna Mongolia Zewnętrzna. W XVIII wieku w celu zabezpieczenia granic spod władzy ambanów wyłączono Tuwę i okręg kobdoski, oddając je pod zarząd wojskowy.
Mongolia Zewnętrzna do XX wieku cieszyła się faktyczną niezależnością, stanowiąc znajdującą się pod chińskim protektoratem federację państewek plemiennych. Mandżurowie pozostawili dawny system polityczny i administracyjny, zaś lokalni książęta otrzymali tytuły urzędników cesarskich. Zwierzchnią władzę formalnie sprawował rezydujący w Urdze gubernator zwany ambanem, jednak faktycznie decyzje dotyczące regionu podejmował odbywający się co 4 lata zjazd mongolskich książąt. Obowiązywał też zakaz osiedlania się w Mongolii Zewnętrznej Chińczyków.

## Niepodległość
W roku 1904, w obliczu zagrożenia ekspansją rosyjską, rząd chiński rozpoczął kolonizację Mongolii Zewnętrznej, wykupując należącą do Mongołów ziemię i zasiedlając ją chińskimi osadnikami. Działania te spowodowały wybuch antychińskich nastrojów i zawarcie przez książąt mongolskich tajnego układu z Rosją. W roku 1911, po wybuchu w Chinach rewolucji Xinhai, Mongolia Zewnętrzna ogłosiła niepodległość jako monarchia na czele z Bogda Chanem. W styczniu 1912 roku z inspiracji Rosjan odłączyła się od niej Tuwa.
W roku 1913 podpisany został traktat chińsko-rosyjski, w którym rząd chiński „przyjmował do wiadomości” zmiany, jakie zaszły w Mongolii Zewnętrznej, jednak nadal uważał ją za swoją prowincję. Traktat kiachtański z 1915 roku pomiędzy Chinami, Rosją i Mongolią formalnie uznawał Mongolię Zewnętrzną nadal za część Chin, pomimo iż była już niezależnym państwem. Niepodległość Mongolii Zewnętrznej uznał jedynie w 1913 roku (sam posiadający podobny status prawny) Tybet.
Po wybuchu rewolucji październikowej, w 1919 roku Chińczycy ponownie zajęli Mongolię Zewnętrzną. W 1921 roku została ona zajęta przez oddziały barona von Ungern-Sternberga, który przywrócił jej niezależność. W tym samym roku Mongolię Zewnętrzną opanowała Armia Czerwona. Mongolia Zewnętrzna zachowała swoją niezależność i ustrój teokratyczny. Po śmierci Bogda Chana w 1924 roku proklamowano utworzenie Mongolskiej Republiki Ludowej. Pomimo faktycznej niepodległości państwa mongolskiego, ZSRR i Chiny podpisały traktat, na mocy którego Mongolia Zewnętrzna nadal uznawana była za część Chin.
W 1945 roku ZSRR narzucił Republice Chińskiej traktat, na mocy którego we wrześniu 1945 roku w Mongolii Zewnętrznej przeprowadzono referendum niepodległościowe. Zdecydowana większość Mongołów opowiedziała się za dalszym istnieniem Mongolskiej Republiki Ludowej i odrzuciła autonomię w ramach Chin. 5 stycznia 1946 roku zostało podpisane porozumienie, w którym Republika Chińska uznawała niepodległość Mongolii, jednak z powodu chińskiego sprzeciwu nadal nie stanowiła ona podmiotu prawa międzynarodowego.
Po utworzeniu Chińskiej Republiki Ludowej w 1949 roku Mongolia Zewnętrzna została uznana przez Mao Zedonga za część państwa chińskiego. Po negocjacjach ze Związkiem Radzieckim Chińska Republika Ludowa uznała jednak niepodległość Mongolii i w 1952 roku nawiązała z nią stosunki dyplomatyczne. Od tego czasu następowało stopniowe uznawanie niepodległej Mongolii w świecie. W 1961 roku została przyjęta do ONZ. Stany Zjednoczone uznały niepodległość Mongolii dopiero w 1987 roku.
Republika Chińska (Tajwan) formalnie nadal uważa Mongolię Zewnętrzną za część swojego terytorium. Co prawda 3 października 2003 minister spraw zagranicznych Republiki Chińskiej ogłosił, że państwo to uznaje Mongolię za niepodległy kraj, a na wydawanych na Tajwanie mapach usunięto Mongolię z granic chińskiego terytorium, jednak w świetle obowiązującej od 1947 roku konstytucji Mongolia nadal jest częścią Republiki Chińskiej.